# Kaŭpita
Kaŭpita (ryska: Колпита, vitryska: Каўпіта) är ett vattendrag i Belarus. Det ligger i den östra delen av landet, 280 km öster om huvudstaden Minsk.